# Добринін Георгій Прокопович
Добринін Георгій Прокопович (1907, Саратов — травень 1977 року, Москва) — радянський генерал-лейтенант. Один з керівників ГУЛАГу.

## Життєпис
- З 1925 по 1928 роки служив у лавах РСЧА. З серпня 1925 року Георгій Добринін навчався в Саратовській піхотній школі, а з серпня 1927 по вересень 1928 року — в Ульяновській піхотній школі.
- В березні 1930 року вступив у ВКП(б).
- У 1928 році вступив на службу до війська ОГПУ в Казані. 7 жовтня був призначений командиром взводу 25-го полку ОГПУ, в березні 1930 року — 32-го окремого дивізіону, в березні 1932 року — знову 25-го полку, а з грудня командував взводом ОГПУ в місті Зеленодольськ, в грудні 1933 року — дивізіоном 25-го полку. 4 серпня 1934 року призначений командиром дивізіону 192-го полку внутрішньої охорони НКВС.
- В січні 1939 року закінчив Військову Академію ім. М. В. Фрунзе, після закінчення якої працював у системі виправно-трудових таборів НКВС, а потім МВС СРСР.
- З 7 березня 1939 по 15 травня 1943 року працював заступником начальника Головного управління ВТТ НКВС СРСР: до травня 1939 року — начальником відділу охорони, з травня 1939 по березень 1941 року — начальником Управління ВОХОР ГУЛаг НКВС СРСР, а з березня 1941 року по травень 1943 року — начальником Управління охорони та режиму ГУЛаг НКВС СРСР.
- 13 жовтня 1941 року Георгій Добринін був призначений на посаду начальника Калінінського сектору охорони НКВС Московської зони оборони. З вересня 1942 року перебував у діючій армії, брав участь в обороні Кавказу.
- З 15 травня 1943 по 2 вересня 1947 року працював першим заступником начальника Головного управління ВТТ НКВС — МВС СРСР. З квітня по травень 1944 року був начальником 6-го оперсектора в Євпаторії, де керував виселенням з Криму, а з вересня 1944 року — начальником Аспиндзького оперсектора з переселення з прикордонних районів Грузії.
- З травня по 2 серпня 1945 року Георгій Добринін знаходився у відрядженні в Німеччині, де працював начальником Оперсектора НКВС землі Мекленбург-Західна Померанія.
- 2 вересня 1947 року був призначений на посаду начальника Головного управління ВТТ МВС СРСР, в якій пропрацював до 31 січня 1951 року, коли був переведений на посаду заступника начальника Управління військ МВС по охороні особливо важливих об'єктів промисловості і залізниць.
- З 11 серпня 1951 по 4 січня 1952 року виконував обов'язки начальника Управління військ МВС по охороні особливо важливих об'єктів промисловості і залізниць, а з 4 січня по 12 вересня 1952 року працював начальником Головної інспекції ВОХР 1-ї категорії МВС СРСР, одночасно з 19 березня — уповноваженим МВС СРСР по управлінню будівництва Волго-Донського каналу.
- З 12 вересня 1952 по 12 березня 1953 р. — виконувач обов'язків начальника, а з 18 листопада 1952 року — начальник Головного управління МДБ СРСР щодо контролю та інспектування відомчої охорони.
- 12 березня 1953 року призначений на посаду начальника відділу МВС СРСР щодо контролю та інспектування відомчої охорони, на якій пропрацював до 30 березня 1954 року, коли був переведений на посаду начальника 7-го Управління КДБ при РМ СРСР (зовнішнє спостереження та охорона дипломатичного корпусу).
- З квітня 1959 по січень 1962 року працював старшим радником і консультантом КДБ при МВС Монголії.

Георгій Прокопович Добринін пішов у відставку через хворобу в липні 1962 року. Жив у Москві, де й помер у травні 1977 року.

## Звання
- Старший лейтенант (14 липня 1936)
- Капітан (11 квітня 1938)
- Майор (1939)
- Майор держбезпеки (7 червня 1939)
- Комісар держбезпеки (14 лютого 1943)
- Генерал-майор (9 липня 1945)
- Генерал-лейтенант (18 лютого 1958)

## Нагороди
- Орден Леніна (30 січня 1951)
- 2 ордени Червоного Прапора (14 квітня 1943, 10 грудня 1945)
- Орден Суворова II ступеня (8 березня 1944)
- 2 ордени Вітчизняної війни I ступеня (7 липня 1944, 3 грудня 1944)
- Орден Трудового Червоного Прапора (29 жовтня 1949)
- 4 ордени Червоної Зірки (25 квітня 1942, 3 листопада 1944, 8 лютого 1949, 19 вересня 1952)
- Нагрудний знак «Заслужений працівник НКВС» (№ 000664, 4 лютого 1942)
- Нагрудний знак «Почесний співробітник держбезпеки» (23 грудня 1957)
- Монгольський орден «Полярна Зірка»
- 13 медалей